# الحملة الجوية في حرب الخليج الثانية
الحملة الجوية في حرب الخليج الثانية المعروفة أيضا باسم التفجيرات في العراق 1991 هي حملة قصف جوي واسعة النطاق في 17 يناير 1991. قامت قوات التحالف بأكثر من 100,000 طلعة جوية وأسقطت 88500 طن من القنابل وتم تدمير البنية التحتية والعسكرية على نطاق واسع. قاد الحملة الجوية الفريق من القوات الجوية الأمريكية تشاك هورنر الذي خدم لفترة وجيزة في منصب القائد العام للقوات المسلحة الأمامية في القيادة المركزية الأمريكية عندما كان الجنرال شوارزكوف لا يزال في الولايات المتحدة. كان قادة سلاح الجو البريطاني نائب المارشال أندرو ويلسون حتى 17 نوفمبر ثم نائب المارشال بيل راتين. انتهت الحملة الجوية إلى حد كبير في 23 فبراير 1991 عندما بدأت الحملة البرية لتحرير الكويت.
تألفت الضربات الأولى من صواريخ بي جي إم-109 توماهوك التي أطلقت من السفن الحربية في الخليج العربي وقاذفات إف - 117 نايت هوك المحملة بالقنابل الذكية الموجهة بأشعة الليزر وطائرات إف-4 فانتوم الثانية المزودة بصواريخ هارم المضادة للرادار. هذه الهجمات الأولى سمحت لطائرات إف-14 توم كات وإف-15 إيغل وجنرال دايناميكس إف-16 فايتينغ فالكون وإف/إيه-18 هورنت بالحصول على التفوق الجوي في جميع أنحاء البلاد ومن ثم الاستمرار في توجيه القنابل الموجهة بالليزر.
طائرات إيه-10 ثاندر بولت الثانية المسلحة برشاش غاتلينغ (GAU-8 Avenger) وصواريخ إيه جي إم-65 مافريك الحرارية والموجهة بصريا، قصفت ودمرت القوات المدرعة العراقية مما أسهمت في دعم تقدم القوات البرية الأمريكية. أطلقت طائرات إيه إتش-64 أباتشي وإيه إتش-1 كوبرا صواريخ إيه جي إم-114 هيلفاير الموجهة بالليزر وبي جي إم-71 تاو التي كانت موجهة للدبابات من خلال الرصد الأرضي أو من طائرات الهليكوبتر الكشفية مثل أو إتش-58 كيوا. كما قدم الأسطول الجوي لقوات التحالف بوينغ إي-3 سينتري وبي-52 ستراتوفورتريس.
تألفت الحملة الجوية من 2250 طائرة مقاتلة التي اشتملت على 1800 طائرة أمريكية التي حاربت ضد قوة عراقية تتكون من 500 طائرة سوفيتية الصنع من طراز ميكويان ميج-29 وميكويان جيروفيتش ميج-25 وميكويان-غوريفيتش ميغ-23 والفرنسية الصنع طراز داسو ميراج إف1.

## بداية الحملة الجوية الرئيسية

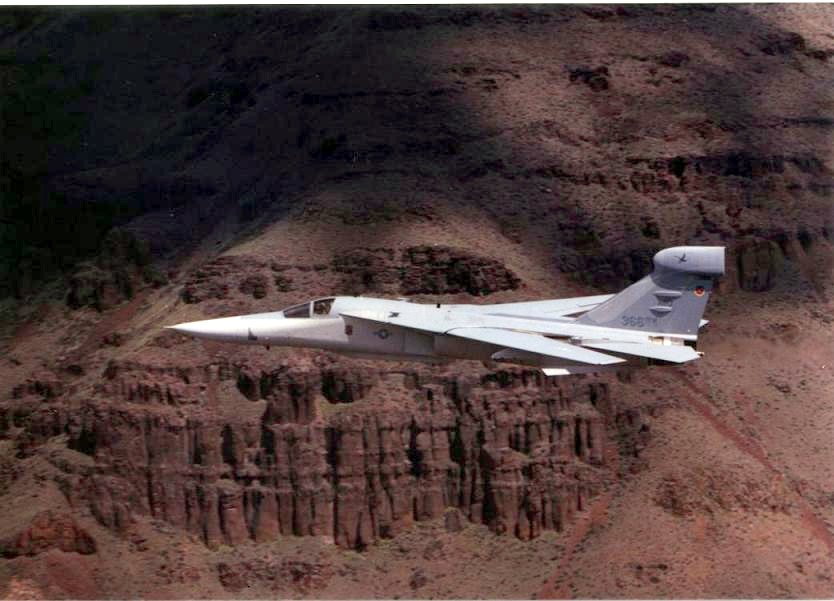
جنرال ديناميكس-غرومان إي إف-111أيه الغراب.

بعد يوم من انتهاء المهلة المحددة لقرار مجلس الأمن التابع للأمم المتحدة 678 شنت قوات التحالف حملة جوية مكثفة أطلق عليها اسم عملية عاصفة الصحراء مع أكثر من 1000 طلعة جوية يوميا. في 02:38 بتوقيت بغداد من يوم 17 يناير 1991 قامت فرقة نورماندي المكونة من ثماني إيه إتش-64 أباتشي الأمريكية بقيادة طائرتي هليوكبتر سيكورسكي إم إتش 53 بتدمير مواقع الرادار العراقية بالقرب من القوات العراقية المتواجدة على الحدود السعودية الذي كان مهمتها تحذير العراق من الهجوم القادم.
في 02:43 طائرتي رافين أمريكيتين مع منطقتي رادار قامت 22 طائرة ماكدونيل دوغلاس إف-15 إي سترايك إيغل بالهجوم ضد مطارات في غرب العراق. بعد دقائق دمرت طائرة رافين قيادة الكابتن جيمس دينتون والكابتن برنت براندون طائرة ميراج عراقية عندما أدت مناورة منخفضة الارتفاع إلى تحطم طائرة ميراج على الأرض.
في 03:00 قامت عشر طائرات إف - 117 نايت هوك تحت حماية تشكيل من ثلاث طائرات رافين بقصف العاصمة بغداد. تعرضت القوة الضاربة لاطلاق نار من 3000 مدافع مضاد للطائرات من فوق أسطح المنازل في بغداد.
في غضون ساعات من بدء الحملة الجوية لقوات التحالف اكتشفت طائرة لوكهيد بيه-3 أوريون المطورة من قبل نظم قيادة الفضاء والحرب البحرية التابعة للبحرية الأمريكية والتي خضعت إلى اختبار على درجة عالية من التخصص على مدى أفق الرادار عن عدد كبير من زوارق دورية وسفن بحرية عراقية حاولت الهرب من البصرة وأم قصر إلى المياه الإقليمية الإيرانية. بعدها قامت الطائرة بالهجوم على الأسطول البحري العراقي بالقرب من جزيرة بوبيان ودمرت 11 سفينة وألحقت الضرر بعشرات السفن الأخرى.

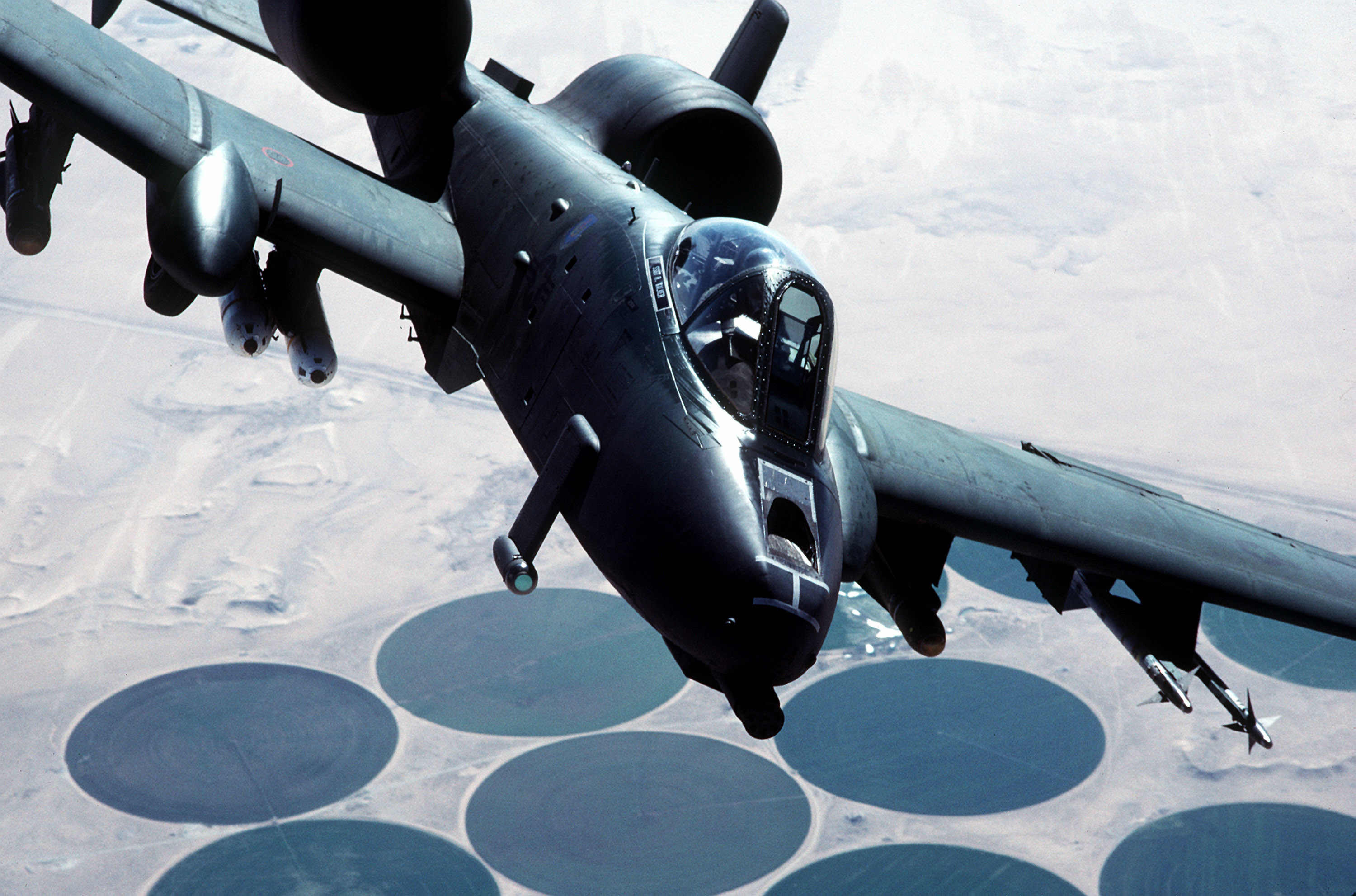
طائرة القوات الجوية الأمريكية إيه-10 ثاندر بولت الثانية أثناء دعم جوي قريب فوق دوائر المحاصيل المروية خلال عاصفة الصحراء.

في الوقت نفسه ضربت صواريخ بي جي إم-109 توماهوك الأمريكية أهدافا في بغداد وقصفت طائرات التحالف أهداف أخرى في جميع أنحاء العراق. دمرت المباني الحكومية ومحطات التلفزيون والمطارات والقصور الرئاسية والمنشآت العسكرية وخطوط الاتصالات وقواعد الإمداد ومصافي النفط ومطار بغداد ومحطات الكهرباء ومصانع معدات لصنع آلة الحرب العراقية بسبب الهجمات الجوية والصاروخية واسعة النطاق من قبل قوات التحالف.
بعد خمس ساعات من الهجمات الأولى بثت الإذاعة العراقية تصريح بصوت عرف لاحقا أنه لصدام حسين معلنا أن «المعركة العظيمة أم المعارك قد بدأت وفجر النصر يقترب مع بداية هذه المواجهة الكبيرة».
تسمى حرب الخليج الثانية في بعض الأحيان «حرب الكمبيوتر» وذلك بسبب الأسلحة المتقدمة الموجهة بالكمبيوتر والذخائر المستخدمة في الحملة الجوية التي شملت صواريخ الذخائر الموجهة بدقة والصواريخ الجوالة على الرغم من قلتها مقارنة ب«القنابل الغبية» المستدمة إلى حد كبير في هذه الحرب. تم استخدام أيضا القنابل العنقودية وبلو82.
رد العراق من خلال إطلاق ثمانية صواريخ سكود معدلة إلى إسرائيل في اليوم التالي. استمرت هذه الهجمات الصاروخية على إسرائيل طوال فترة الحرب البالغة ستة أسابيع.
في الليلة الأولى من الحرب حلقت طائرتي إف/إيه-18 هورنت من حاملة الطائرات ساراتوغا خارج بغداد عندما اشتبكت معهما طائرتي ميكويان جيروفيتش ميج-25 عراقيتين. أطلقت طائرة ميكويان جيروفيتش ميج-25 يقودها زهير داود صاروخ آر-40آردي. الصاروخ ضرب مقدمة طائرة إف/إيه-18 هورنت التي يقودها سكوت سبايكر. تأثير الضربة أدى إلى سقوط الطائرة. تم اكتشاف حطام الطائرة في عام 1993 ودفن سبايكر قرب موقع السقوط من قبل البدو الرحل المحليين. زعمت مصادر روسية أيضا أن العديد من طائرات التحالف ضربت ولكن تبين اختلاف زمان ومكان ضرب طائرات التحالف وبالتالي فإن الحقيقة هي سقوط طائرة وحيدة فقط.

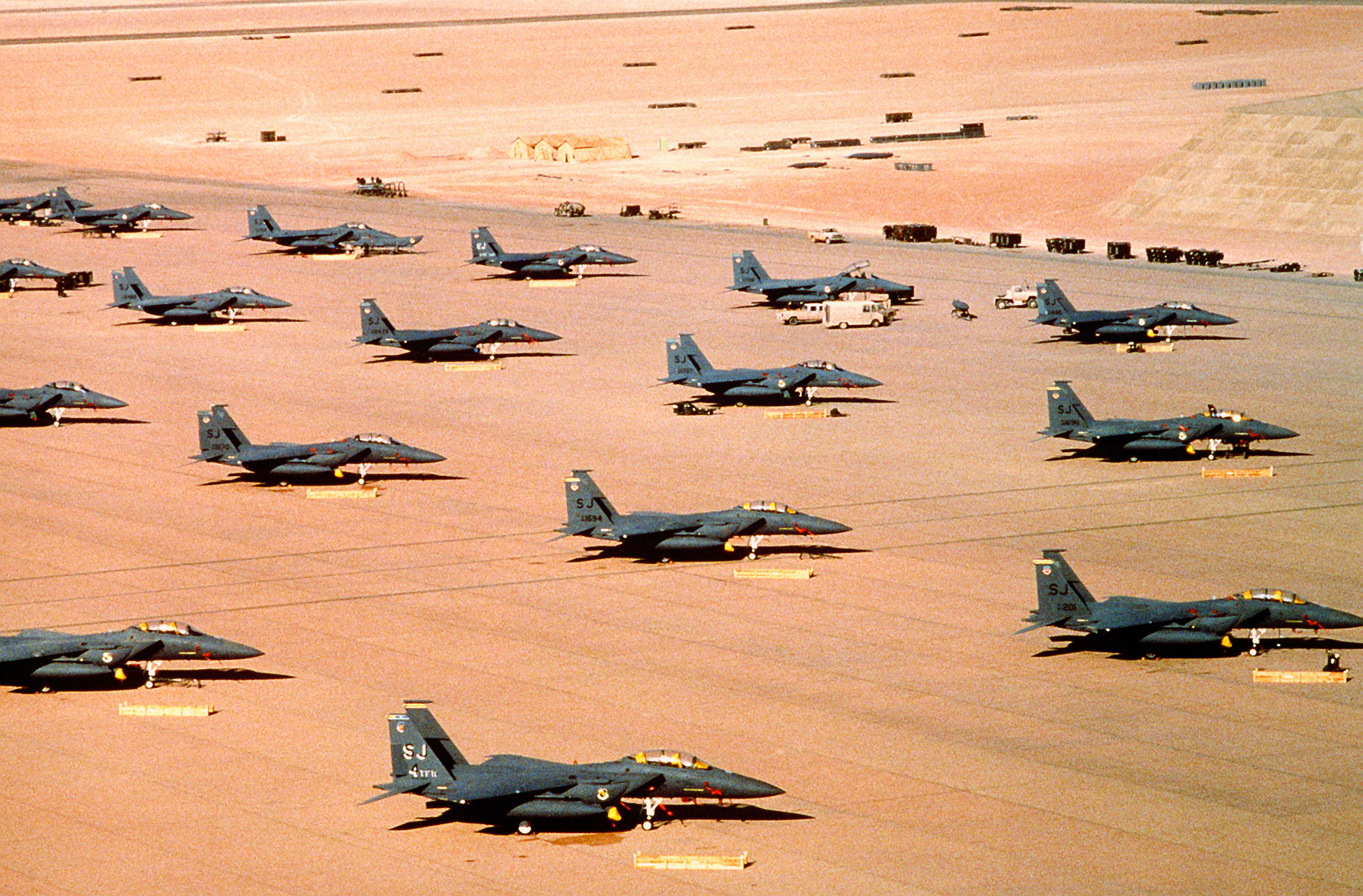
طائرات إف-15 إيغل في حرب الخليج الثانية.

في محاولة لإثبات القدرة على الهجوم الجوي بهم في 24 يناير حاول العراقيون شن هجوم على مصفاة نفط سعودية كبيرة في رأس تنورة. غادرت طائرتي داسو ميراج إف1 بحماية من طائرتي ميكويان-غوريفيتش ميغ-23 قاعدة في العراق. رصدت الطائرات العراقية من قبل طائرات الأواكس الأمريكية وتم إرسال طائرتي إف-15 إيغل سعوديتين لاعتراضهم. عندما ظهر السعوديون قررت طائرتي ميكويان-غوريفيتش ميغ-23 الانسحاب بينما فشلت طائرتي داسو ميراج إف1 في الانسحاب. ناور الكابتن إياد الشمراني أحد الطيارين السعوديين بطائرته خلف الميراج وأسقطت الطائرتان. بعد بضعة أيام شن العراقيون آخر هجوم جوي حقيقي في محاولة فاشلة لإسقاط إف-15 إيغل التي تقوم بدوريات على الحدود الإيرانية. بعد هذه الحلقة لم يقم العراقيون بأي هجوم جوي باستثناء إرسال معظم الطائرات إلى إيران على أمل حمايتهم من التدمير وعودتهم إلى العراق مستقبلا. إيران لم تقم بإرجاع الطائرات أبدا.
كانت الأولوية الأولى لقوات التحالف هي تدمير مخابئ القيادة والسيطرة العراقية منصات إطلاق صواريخ سكود ومناطق التخزين والاتصالات ومرافق الراديو والمطارات. بدأ الهجوم مع موجة من طائرات الاختراق العميق إف-111 آردفارك وماكدونيل دوغلاس إف-15 إي سترايك إيغل وتورنادو وجنرال دايناميكس إف-16 فايتينغ فالكون وغرومان ايه-6 إنترودر وإف - 117 نايت هوك وإف-15 إيغل وإف-14 توم كات وبانافيا تورنادو إيه دي في. استخدمت طائرتي نورثروب غرومان إي إيه-6 بي براولر وإي أيه 6ب للتشويش على الرادار وطائرات الشبح إف-117أيه بشكل كبير في هذه المرحلة للتملص من أنظمة الدفاع الجوي وأسلحة مضادة للطائرات. أطلقت معظم الطلعات الجوية من المملكة العربية السعودية وست مجموعات من حاملات طائرات التحالف في الخليج العربي والبحر الأحمر. خلال 24 ساعة الأولى تم إطلاق 2775 طلعة جوية بما في ذلك سبع طائرات بي-52 ستراتوفورتريس التي حلقت 34 ساعة من دون توقف 14000 ميل ذهابا وإيابا من قاعدة باركسدال الجوية التي أطلقت 13 صاروخ إيه جي إم-86 ضد أهداف عراقية.
تواجدت حاملة الطائرات يو إس إس ميدواي ويو إس إس ثيودور روزفلت (CVN - 71) ويو إس إس رانجر (سي في - 61) في الخليج العربي. بينما تواجدت حاملة الطائرات يو إس إس أمريكا (سي في - 66) ويو إس إس جون كينيدي (CV-67) ويو إس إس ساراتوغا (سي في - 60) في البحر الأحمر. انتقلت يو إس إس أمريكا (سي في - 66) إلى الخليج العربي في منتصف الحرب الجوية.
كانت الدفاعات المضادة للطائرات العراقية بما في ذلك صواريخ الكتف أرض-جو غير فعالة بشكل مفاجئ ضد طائرات التحالف وعانى التحالف من خسارة 75 طائرة من أصل أكثر من 100,000 طلعة جوية على الرغم من أن 42 طائرة أسقطت من قل العراقيين. الطائرات 33 الأخرى تم خسارتها بسبب حوادث. على وجه الخصوص كانت طائرات سلاح الجو الملكي البريطاني والبحرية الأمريكية التي حلقت على ارتفاعات منخفضة لتجنب الرادار شديدة الضعف.
كانت أهداف التحالف القادمة هي قصف منشآت القيادة والاتصالات. قلل صدام حسين عناية من القوات العراقية في الحرب بين إيران والعراق وشجع المبادرة في المستويات الدنيا. كان يأمل مخططو التحالف أن تنهار المقاومة العراقية بسرعة إذا حرموا من القيادة والسيطرة.

## هروب بعض أسراب سلاح الجو العراقي

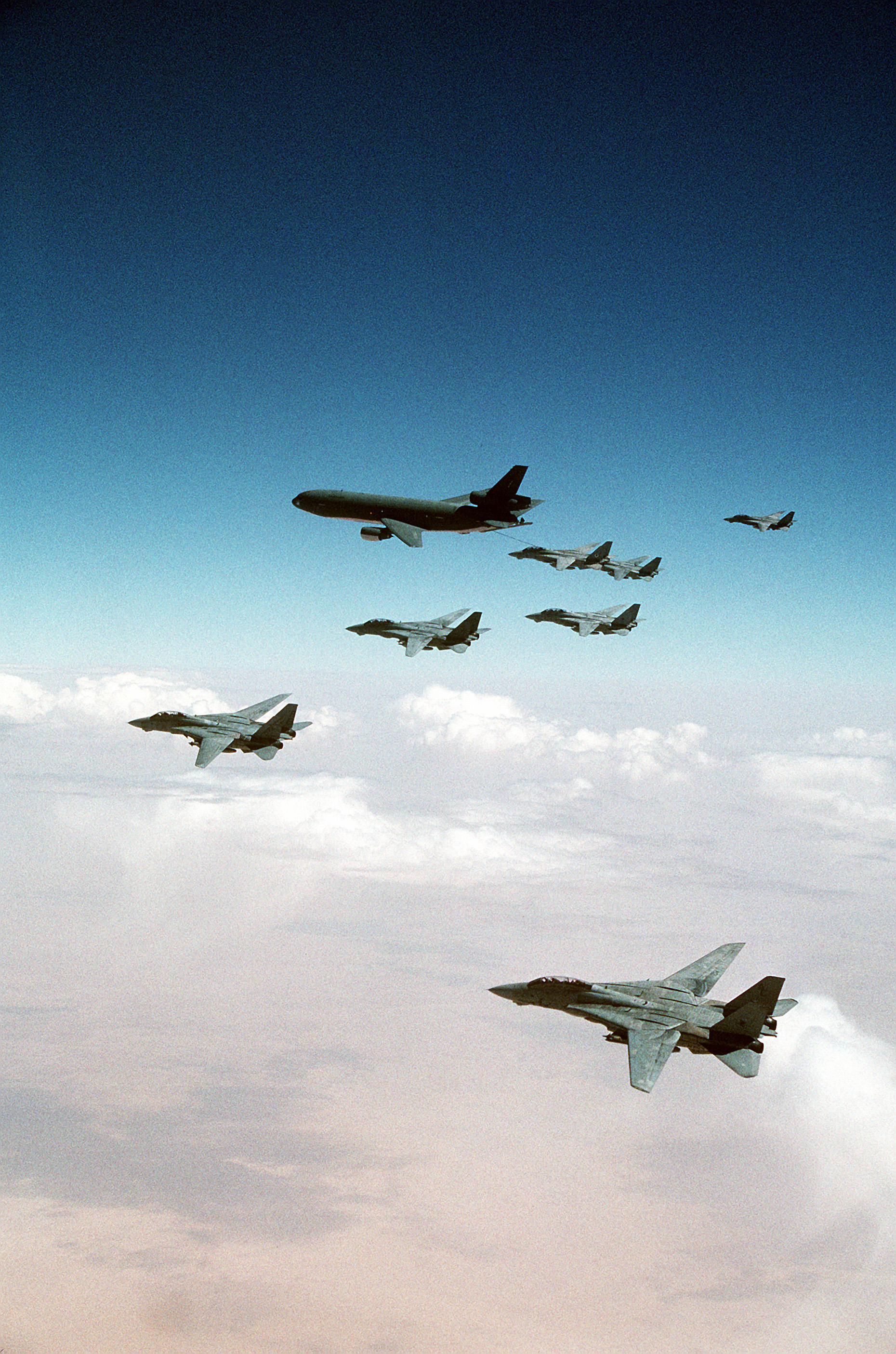
إف-14 توم كات من البحر الأحمر والخليج العربي تنتظر للتزود بالوقود من ماكدونل دوغلاس كيه سي-10 إكستندر فوق العراق خلال عاصفة الصحراء أثناء قيامهم بمهمة إجبار العراقيين عل الإنسحاب.

شهد الأسبوع الأول من الحرب الجوية بضعة طلعات عراقية ولكن لم يلحق ضرر كبير وأطلق النار على 38 طائرة ميكويان عراقية من قل طائرات التحالف. بعد فترة وجيزة بدأ ما بين 115 طائرة إلى 140 طائرة من سلاح الجو العراقي بالفرار إلى إيران. هذا النزوح الجماعي للطائرات العراقية فاجأت قوات التحالف على حين غرة حيث كانوا يتوقعون منهم الفرار إلى الأردن الدولة الصديقة للعراق بدلا من إيران العدو منذ فترة طويلة. كما كان الغرض من الحرب هو تدمير العراق عسكريا ولذا وضع التحالف الطائرات فوق غرب العراق في محاولة لوقف أي تراجع نحو الأردن. هذا يعني أنهم لم يتمكنوا من مواجهة معظم الطائرات العراقية التي وصلت «بأمان» إلى القواعد الجوية الإيرانية. أنشأ التحالف في نهاية المطاف جدار ظاهري من إف-14 توم كات وإف-15 إيغل وجنرال دايناميكس إف-16 فايتينغ فالكون على الحدود بين العراق وإيران وبالتالي وقف نزوح المقاتلين العراقيين الهاربين. ردا على ذلك أطلقت القوة الجوية العراقية عملية سامراء في محاولة لكسر الحصار المفروض عليهم. معركة سامراء الجوية كانت العمل الهجومي الأخير في الحرب للقوة الجوية العراقية. لم تسمح إيران بالإفراج عن أطقم الطائرات إلا عدة طائرات بعد 20 سنة. ومع ذلك لا تزال العديد من الطائرات العراقية في العراق وأصيب عدد آخر ودمرت من قبل قوات التحالف.

## قصف البنية التحتية
المرحلة الثالثة وأكبر حملة جوية استهدفت ظاهريا الأهداف العسكرية في جميع أنحاء العراق والكويت: قاذفات صواريخ سكود ومرافق أبحاث الأسلحة والقوات البحرية. خصص ثلث القوة الجوية للتحالف بمهاجمة صواريخ سكود التي كان بعضها على شاحنات وبالتالي يصعب تحديد موقعها. كانت بعض فرق القوات الخاصة الأمريكية والبريطانية تم إدخالها سرا في غرب العراق للمساعدة في البحث وتدمير صواريخ سكود. ومع ذلك فإن قلة التضاريس الكافية لإخفائهم أعاقت عملياتهم ومنهم من قتل أو أسر من هذا القبيل كما حدث مع نطاق واسع لدورية برافو اثنين صفر من القوة الجوية الخاصة.

### البنية التحتية المدنية
غارات التحالف دمرت البنية التحتية المدنية العراقية. 11 من 20 محطة رئيسية للكهرباء في العراق و 119 محطة فرعية دمرت تماما فيما تضررت ستة محطات طاقة رئيسية أخرى. في نهاية الحرب كانت نسبة إنتاج الكهرباء وصلت إلى أربعة في المائة من مستواه قبل الحرب. القنابل دمرت جميع السدود الكبرى ومعظم محطات الضخ الرئيسية والعديد من محطات معالجة مياه الصرف الصحي ومعدات الاتصالات ومرافق الموانيء والمصافي النفطية وتوزيعها ودمرت أيضا خطوط السكك الحديدية والجسور.

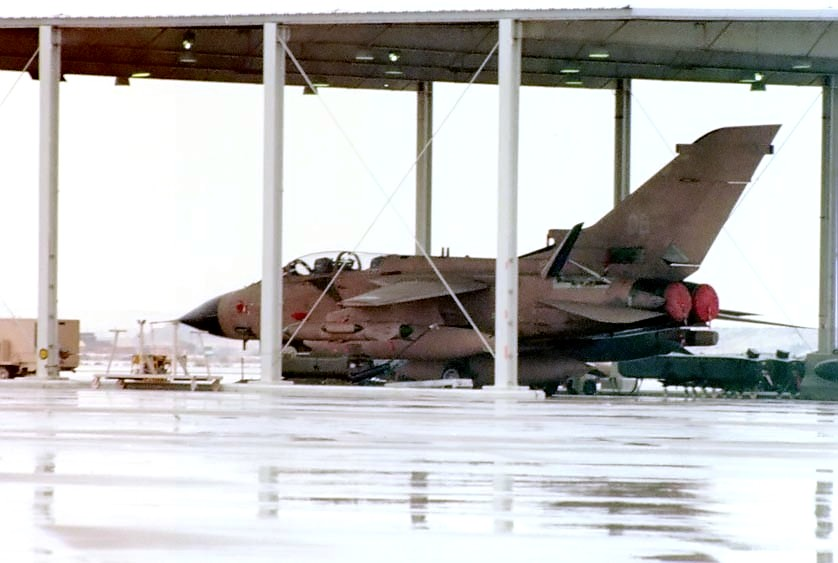
طائرة تورنادو تابعة للقوات الجوية الملكية السعودية خلال حرب الخليج الثانية.

تم تحديد الأهداف العراقية من قبل التصوير الجوي وتم تحديد الإحداثيات عن طريق نظام التموضع العالمي في السفارة الأميركية في بغداد من قبل أحد كبار ضباط القوات الجوية الأمريكية في أغسطس 1990: وصوله للمطار وهو يحمل حقيبة مع جهاز استقبال نظام التموضع العالمي ثم ركب سيارة تابعة للسفارة متوجها إلى السفارة. مشى إلى فناء السفارة ثم فتح الحقيبة وأخذ قراءة لتحديد المواقع ووضع الجهاز مرة أخرى في هذه الحقيبة. ثم عاد إلى الولايات المتحدة قدم جهاز استقبال نظام التموضع العالمي لوكالة الاستخبارات المناسبة في لانغلي بولاية فرجينيا حيث تم تحديد الإحداثيات الدقيقة للسفارة الأمريكية في بغداد رسميا. خدم هذا الموقف نظام الإحداثيات المستخدم لتحديد الاهداف في بغداد.
قصفت الولايات المتحدة الطرق السريعة والجسور التي تربط الأردن والعراق لتشل البنية التحتية على كلا الجانبين.

## سقوط ضحايا مدنيين
أعلنت حكومة الولايات المتحدة عن تلفيق الحكومة العراقية للعديد من الهجمات على المواقع المقدسة العراقية من أجل حشد المجتمع الإسلامي. كان أحد الأمثلة أن قوات التحالف هاجمت مدينتي النجف وكربلاء. كان العدد النهائي للمدنيين عراقيين الذين قتلوا 2278 في حين تم الإبلاغ عن 5965 جريح.
في 13 فبراير 1991 دمرت القنابل الذكية الموجهة بأشعة الليزر والتحصينات ملجأ العامرية الذي كان ملجأ للمدنين الهاربين من الغارات الجوية مما أسفر عن مقتل مئات المدنيين. زعم مسؤولون أميركيون أن الملجأ كان أيضا مركز للاتصالات العسكرية. جيرمي بوين مراسل بي بي سي كان أحد مراسلي التلفزيون الأوائل في الساحة. أعطي بوين حق الدخول إلى الموقع ولم يجد أي أدلة على الاستخدام العسكري للملجأ. بعد يوم من الهجوم على ملجأ العامرية أطلقت طائرة حربية بريطانية صاروخ موجهة بالليزر على جسر في حي غرب الفلوجة ببغداد. لم يصب الصاروخ الموقع المحدد وضرب منطقة سكنية مما أسفر عن مقتل ما يصل إلى 130 مدني. عندما هرع الأصدقاء والأقارب إلى مكان الحادث لمساعدة المصابين عادت الطائرات الحربية البريطانية وقصفتهم كذلك.

## تعرض العراق لهجمات جوية
الحملة الجوية دمرت ألوية عراقية بكاملها منتشرة في الصحراء المفتوحة في تشكيل قتالي. كما منعت الامداد العراقي الفعال للوحدات المشاركة في العمليات القتالية ومنعت بعض من 450,000 من أفراد القوات العراقية من تحقيق تركيز أكبر.
كانت للحملة الجوية تأثير كبير على التكتيكات التي تستخدمها القوات المعادية في الصراعات اللاحقة. حفرت الانقسامات العراقية برمتها في العراء في الوقت الذي تواجه القوات الأمريكية. لم يتفرقوا كما حدث مع القوات اليوغوسلافية في كوسوفو. حاولت القوات العراقية أيضا الحد من طول خطوط الإمداد والمساحة الكلية للدفاع عن المناطق.

## الخسائر
خسر العراق ما مجموعه 259 طائرة في الحرب منها 105 طائرات خسرها في القتال. خلال عاصفة الصحراء دمرت 36 طائرة في القتال الجوي. دمرت ثلاثة مروحيات ومقاتلتين أثناء غزو الكويت في 2 أغسطس 1990. ادعت الكويت أنها أسقطت ما يصل إلى 37 طائرة عراقية. لم يتم تأكيد هذه الادعاءات. بالإضافة إلى ذلك تم تدمير 68 طائرة ذات أجنحة ثابتة و 13 طائرة هليكوبتر على الأرض ونقل 137 طائرة إلى إيران التي لم تعد.
خسر التحالف ما مجموعه 75 طائرة منها 52 طائرة ثابتة الجناحين و 23 طائرة هليكوبتر أثناء عاصفة الصحراء و39 طائرة ذات جناح ثابت و 5 طائرات هليكوبتر في القتال. دمرت إحدى الطائرات في القتال الجوي وهي الطائرة التي قادها سكوت سبايكر. ادعاءات غير مؤكدة بتدمير العراقيين لطائرة سلاح الجو الملكي البريطاني تورنادو التي قادها غاري لينوكس وأدريان ويكس. لكن طائرة تورنادو تحطمت على الأرض بسبب خطأ من الطيار. فقدت طائرة أثناء عودتها إلى قاعدة العمليات في دييغو غارسيا عندما تعرضت لانقطاع كارثي للكهراء وتحطمت في المحيط الهندي مما أسفر عن مقتل 3 من أفراد الطاقم من أصل 6 على متن الطائرة. بقية خسائر التحالف كانت بسبب النيران المضادة للطائرات. خسر الأميركيون 28 طائرة ذات جناح ثابت و15 طائرة هليكوبتر. خسر البريطانيون 7 طائرات ثابتة الجناح. فقد السعوديين طائرتين. فقد الإيطاليون طائرة واحدة وخسر الكويتيين طائرة واحدة. أثناء غزو الكويت في 2 أغسطس 1990 خسرت القوة الجوية الكويتية 12 طائرة ذات جناح ثابت التي دمرت على الأرض و 8 طائرات هليكوبتر 6 منها أسقطت ودمرت اثنتين على الأرض.